# Historie operačních systémů
Historie operačních systémů zachycuje v informatice postupný vývoj operačních systémů, které byly zprvu jen pomocnými programy a teprve později se vyvinuly do plnohodnotných operačních systémů, které vytváří základní programové vybavení počítače. Operační systém dnes přiděluje a odebírá procesům systémové prostředky počítače, umožňuje uživateli spouštět programy, předávat jim vstupy a získávat jejich výstupy s výsledky.
Na prvních počítačích (bez OS) nemohl žádný program správně fungovat bez plné hardwarové specifikace, zároveň musel mít vlastní ovladače pro připojení periferních zařízení (např. tiskárny). S nárůstem složitosti hardware a software byl nakonec vznik operačních systémů nevyhnutelný.

## Souvislosti
Nejstarší počítače byly mainframy bez operačního systému. Každý uživatel mohl použít přístroj pouze po určitou dobu. Přišel k počítači s programem a daty na magnetických, nebo papírových páskách. Program se dále načetl do přístroje a ten s ním pracoval, dokud se program nedokončil nebo nenastala chyba. Programy se upravovaly pomocí ovládacího panelu a přepínače.
Jazyky symbolických adres (assemblery) a kompilátory byly vyvinuty pro programátory k přeložení symbolického programového kódu do strojového kódu, který byl dříve kódován ručně. Pozdější přístroje přišly s knihovnami pomocného kódu uložených na děrných štítcích a magnetických páskách, které byly spojeny s uživatelským programem, aby pomohly při vstupních a výstupních operacích. To bylo základem zrodu operačního systému tak, jak ho známe dnes. Nicméně zařízení stále neuměla vykonávat více procesů současně.
Jak se stroje se staly výkonnějšími, zkrátil se čas potřebný pro spuštění programů. V přímém srovnání se ale prodloužil čas potřebný pro předání takovéhoto stroje dalšímu uživateli. Záznamy o placení za půjčování strojů se přesunuly z nástěnných hodin na automatický záznam v počítači po jeho spuštění. Tam, kam měli původně vývojáři přístup pro plnění své práce na přístroji, byli nakonec nahrazeni speciální obsluhou strojů. Ta se starala o údržbu stroje a čím dál více se snižoval počet úkolů, který se musel dělat ručně. Když komerčně dostupná počítačová centra čelila důsledkům ztráty dat kvůli manipulačním nebo operačním chybám, byli prodejci zařízení pod tlakem. Museli vylepšit runtime knihovny, aby zabránili špatnému zacházení se systémovými zdroji. Automatická kontrola nebyla potřeba jen pro CPU, ale i pro počet vytištěných stran, děrných štítků, velikost použitého disku a pro signalizaci výměny magnetické pásky a papírových formulářů. Bezpečnostní doplňky byly přidány do operačního systému jako kontrola cesty, kterou každý program přistupoval ke kterým souborům. Zabránilo se tak v přístupu k důvěrným dokumentům neoprávněným osobám.
Nakonec se runtime knihovny staly sloučeným programem, který se spustí při startu počítače. Čtou v uživatelově práci, zaznamenávají využití a znovu přiřazují HW po skončení procesu. Tyto programy pracující na pozadí, jsou schopny ovládat vícekrokové procesy a nazývaly se monitory nebo monitorové programy, do doby, než vznikl jejich nynější název – operační systémy.
Toto byl ovšem pouze posun k OS tak, jak ho známe. Stejně jako dřívější automobily postrádaly ukazatele rychlosti, rádia a klimatizace – což se později stalo standardem, více a více doplňkových částí programů se stalo standardní částí každého OS, ačkoliv některé aplikace, jako je třeba správce databáze, nebo tabulkové editory zůstaly placené a nikoliv jako standardní součást OS. To vedlo k představě OS jako kompletně uživatelského systému s integrovaným grafickým rozhraním, utilitami a pár aplikacemi, jako je textový editor a správce souborů.

## Mainframe
První operační systém používaný pro opravdovou práci byl GM-NAA I/O, představen v roce 1956 jedním z výzkumných oddělení IBM.
Dřívější operační systémy byly velmi odlišné, každý prodejce nebo zákazník musel ovládat jeden nebo více OS přímo pro konkrétní mainframe. Každý operační systém, dokonce od stejného prodejce mohl mít úplně jiné příkazy k ovládání, operační kroky a doplňky jako třeba odstraňování chyb. Typicky pokaždé, když se koupil nový přístroj, byl zde i nový operační systém a nejčastěji musely být aplikace ručně upravovány, překompilovány a překontrolovány.

### Systémy na IBM hardware
Stav setrval až do šedesátých let 20. století, kdy IBM (již na vrcholu HW trhu) zastavila práce na všech existujících systémech a vložila všechny své vývojářské schopnosti do série přístrojů se systémem OS/360. Chtěli, aby se na všech mainfraimech s tímto operačním systémem daly používat stejné příkazy a architektura I/O. Kvůli rozdílům výkonu HW a zpoždění vývoje SW byla celá rodina operačních systémů představena jako jeden OS/360.

## Mikropočítače: 8bitové domácí počítače
Vše začalo v polovině sedmdesátých let 20. století, na trh přišla nová třída malých počítačů. Přinesla 8bitové procesory, typicky s technologií MOS 6502, Intel 8080 nebo Zilog Z-80, spolu se základními I/O a RAM. Tyto systémy začaly jako počítače postavené počítačovými nadšenci. Brzy se z nich však stal mocný obchodní nástroj.

### Domácí počítače
V osmdesátých letech mohla většina 8bitových počítačů (Commodore 64, Apple II, Atari 8bit a odvozené) využívat operační systémy třetích stran (jako například GEOS), ani jedna z firem toho však nevyužívala. Jejich zabudované operační systémy byly navrženy v éře, kdy byly diskety velmi drahé a neočekávalo se, že by je moc uživatelů využívalo a tudíž byla standardem paměťových zařízení zabudovaná pásková jednotka pro kompaktní kazety. Většina, ne-li všechny z těchto počítačů byly dodávány se zabudovaným interpretem pro ROM, který také sloužil jako rozhraní příkazového řádku umožňující uživateli načíst samostatný diskový operační systém k zadávání příkazů pro ovládání správce souborů a načítání či ukládání souborů na disk. Nejpopulárnější domácí počítač, Commodore 64, byl výjimečný v tom, že jeho DOS byl uložen na ROM na disku HW a disk byl adresován stejně pro tiskárny, modemy a další externí zařízení.
Jedním z důvodů, proč propracovanější operační systémy nebyly potřeba, byl fakt, že se většina zařízení používala pro zábavu a výuku a jen zřídka kdy pro opravdovou práci, či pro vědecké účely. Dalším důvodem je, že HW se vyvíjel s minimálním množstvím paměti – 4-8kB byl standard, stejně jako 8bitové procesory bez MMU nebo dokonce hodin reálného času. Na tomto HW by OS podporující multitasking pravděpodobně ohrozil výkon stroje, aniž by to bylo skutečně potřeba.

## Éra osobních počítačů
Vývoj mikroprocesorů umožnil zlevnění výpočetní techniky a tím ji zpřístupnil pro menší podniky a nadšence, což vedlo k používání výměnných HW komponent s využitím kompatibility (jako Apple II, ISA nebo PCI sběrnice) a rostla tím i potřeba pro standardní operační systém umožňující snadnější ovládání.
Nejdůležitější z prvních OS na těchto přístrojích byl CP/M-80 od společnosti Digital Research, pro procesory 8080/8085/Z-80. Byl založen na pár operačních systémech od této společnosti, většinou pro architekturu PDP-11. První operační systém od MS – MDOS/MIDAS, byl navržen stejně tak pro PDP-11, ale pro systémy na bázi mikroprocesoru. MS-DOS nebo PC DOS byl dodáván IBM a původně byl založen na CP/M-80. Každé z těchto zařízení mělo malý bootovací program v ROM, který načítal OS z disku. Další rozšíření tohoto nápadu byl BIOS. První IBM-PC bylo představeno v roce 1981 a po dobu prodeje (20 let), přidalo mnoho rozšíření a funkcí. Klesající cena zobrazovacích zařízení a procesorů pomohla k vytvoření mnoha grafických rozhraní pro mnoho operačních systémů, ať už systémy založené na „oknech“, které jsou k dispozici na mnoha Unixových systémech nebo grafických systémech jako MS Windows, Apple Mac OS nebo IBM OS/2. Původní GUI bylo vyvinuté firmou Xerox Alto v sedmdesátých letech a komercializováno mnoha prodejci.